# Мьоль
Мьоль (фр. Miolles, окс. Muòlas) — коммуна во Франции, находится в регионе Юг — Пиренеи. Департамент — Тарн. Входит в состав кантона От-Даду. Округ коммуны — Альби.
Код INSEE коммуны — 81167.

## География

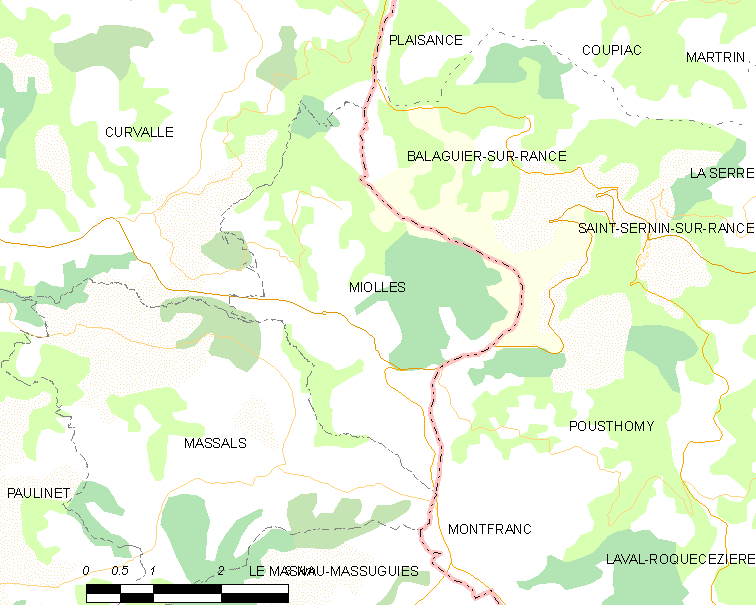
Карта коммуны

Коммуна расположена приблизительно в 560 км к югу от Парижа, в 95 км восточнее Тулузы, в 33 км к востоку от Альби.

## Климат
Климат умеренно-океанический. Зима мягкая и дождливая, лето жаркое с частыми грозами. Ветры довольно редки.

## Население
Население коммуны на 2010 год составляло 103 человека.
| 1962 | 1968 | 1975 | 1982 | 1990 | 1999 | 2010 |
| ---- | ---- | ---- | ---- | ---- | ---- | ---- |
| 227  | 196  | 168  | 152  | 130  | 118  | 103  |

## Администрация
| Период | Период | Фамилия      | Партия | Примечания |
| ------ | ------ | ------------ | ------ | ---------- |
| 2001   | 2008   | Эрнест Дюма  |        |            |
| 2008   | 2020   | Тьерри Вьёль |        |            |

## Экономика
В 2007 году среди 63 человек в трудоспособном возрасте (15—64 лет) 40 были экономически активными, 23 — неактивными (показатель активности — 63,5 %, в 1999 году было 71,0 %). Из 40 активных работали 35 человек (19 мужчин и 16 женщин), безработных было 5 (2 мужчин и 3 женщины). Среди 23 неактивных 7 человек были учениками или студентами, 10 — пенсионерами, 6 были неактивными по другим причинам.